# 가이다르베크 가이다르베코프
가이다르베크 아브둘라예비치 가이다르베코프(러시아어: Гайдарбе́к Абдула́евич Гайдарбе́ков, 1976년 10월 6일~)는 러시아의 권투 선수, 지도자이다. 2000년 하계 올림픽에 남자 미들급에서 은메달을 획득했으며, 2004년 하계 올림픽에서 남자 미들급 금메달을 획득했다.